# Robert Gant
Robert Gant, również Robert J. Gant, właściwie Robert John González (ur. 13 lipca 1968 w Tampie na Florydzie) – amerykański aktor filmowy i telewizyjny.

## Życiorys

### Wczesne lata
Już jako dziecko grywał w reklamach telewizyjnych. W wieku dziesięciu lat dołączył do zawodowego związku Screen Actors Guild (SAG - Gildia Aktorów Filmowych). Uczęszczał na University of Pennsylvania oraz do szkoły prawniczej na Georgetown University. Odwiecznie zafascynowany aktorstwem, z powodów zawodowych trafił do Los Angeles, gdzie rozpoczął swoją karierę.

### Kariera
Od 2002 roku wcielał się w postać profesora Bena Bruckmana w serialu stacji Showtime Queer as Folk; rola stała się jego najbardziej rozpoznawalną. Wystąpił gościnnie w wielu innych telewizyjnych serialach, między innymi w Przyjaciołach (jako randka jednej z głównych bohaterek, Phoebe Buffay − wrażliwy i atrakcyjny fizycznie Jason), Melrose Place czy CSI: Kryminalnych zagadkach Nowego Jorku.
Jest także aktorem scenicznym. Brał udział w musicalach Working, Little Shop of Horrors, The Mystery of Edwin Drood i Grease, adaptacji szekspirowskiego Poskromienia złośnicy, sztuce W końcu czyje to życie? oraz operze The Mikado.
W 2007 zdobył nagrodę Davidson/Valentini Award podczas GLAAD Media Awards. Tego roku debiutował także jako producent filmowy, wspólnie z Chadem Allenem wyprodukował dramat Save Me.

## Życie prywatne
W 2002, w wywiadzie opublikowanym przez magazyn „The Advocate” ujawnił się jako homoseksualista. Miał laboratorium czekolady o nazwie Bodhi. Od 2007 zamieszkał w Los Angeles.
Spotykał się z Kyanem Douglasem (2003), choć w wywiadzie dla magazynu „TV Guide” Douglas zdementował tę plotkę, wyznając, że z Gantem łączy go tylko przyjaźń.

## Filmografia

### Filmy
- 1994: Cityscrapes: Los Angeles jako policjant
- 1994: Gorzka zemsta (Bitter Vengeance) jako klient w księgarni
- 1996: Jane Street jako Jay
- 1999: Jak wykończyć panią T.? (Teaching Mrs. Tingle) jako profesor
- 2001: Uta Hagen's Acting Class
- 2002: Kontrakt (The Contract) jako Gene Collins
- 2002: Fits and Starts jako Ian
- 2004: Billy’s Dad Is a Fudge-Packer jako ojciec Billy’ego
- 2004: Maria i Bruce (Marie and Bruce) jako barman
- 2007: Śmierć na żywo (Live!) jako kierownik obsady
- 2007: Save Me jako Scott
- 2008: Śmiertelny pocałunek (TV) jako Jacob Keane
- 2008: Przesyłka specjalna (Special Delivery) jako Nate Spencer
- 2008: Mask of the Ninja jako kucharz Garver

### Seriale TV
- 1994: Moje tak zwane życie (My So-Called Life) jako Gunther
- 1994: Ellen jako dr Garber
- 1994-96: Melrose Place jako kelner/deputowany Tom
- 1995: Townies jako facet
- 1995: Krok za krokiem (Step by Step) jako strażak
- 1995: The Wildest Dreams jako Stewart
- 1997: Przyjaciele (Friends) jako Jason, chłopak Phoebe Buffay
- 1997: Life with Roger jako Rod Davis
- 1997: Hangin' with Mr. Cooper jako barman
- 1997-98: Karolina w mieście (Caroline in the City) jako Trevor
- 1999: Jak pan może, panie doktorze? (Becker) jako Doug
- 2000: Sekrety Weroniki (Veronica's Closet) jako Bernie
- 2000-2001: Asy z klasy (Popular) jako wicedyrektor Calvin Krupps
- 2002: Powrót do Providence (Providence)
- 2002: V.I.P. jako Arthur Goodwin
- 2002-2005: Queer as Folk jako profesor Ben Bruckner
- 2005: Podkomisarz Brenda Johnson (The Closer) jako Julian Carver
- 2007: CSI: Kryminalne zagadki Las Vegas (CSI: Crime Scene Investigation) jako Lewis Greyburg
- 2008: Bez skazy (Nip/Tuck) jako Jeff Morris
- 2009: Castle jako Ron Bigby
- 2009: Personal Affairs jako Rock Van Gelder
- 2009: CSI: Kryminalne zagadki Miami (CSI: Miami) jako Lloyd Arrington
- 2009: State of the Union jako Buzz
- 2009: CSI: Kryminalne zagadki Nowego Jorku (CSI: NY) jako Felix Redman
- 2009: Najszczęśliwsi geje pod słońcem (Rick & Steve the Happiest Gay Couple in All the World) jako major Mayer/student
- 2010: Szczęśliwi rozwodnicy (Happily Divorced) jako Marc
- 2010: Kości (Bones) jako trener Jason Hendler
- 2010: 90210 jako dr Wright
- 2010: Rozpalić Cleveland (Hot in Cleveland) jako Steve
- 2011: Mike i Molly (Mike & Molly) jako Kyle
- 2012: Free Agents jako Mark
- 2012: Shameless – Niepokorni jako Greg Garvin
- 2013: Vegas jako Rick
- 2013: Agenci NCIS (NCIS) jako Mike Dunkel
- 2013: Żar młodości (The Young and the Restless) jako David Sherman
- 2015: Zabójcze umysły (Criminal Minds) jako Warden Miles Tate

### Jako producent
- 2007: Save Me